# Distretto di Moyamba
Moyamba è un distretto della Sierra Leone situato nella Provincia del Sud.
Il capoluogo del distretto è la città di Moyamba.